# Pazzino di Jacopo de' Pazzi

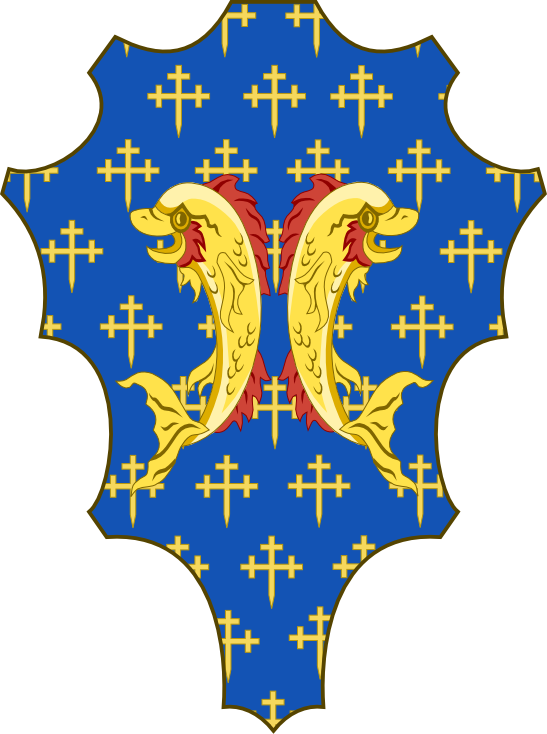
Stemma dei Pazzi

Pazzino de' Pazzi (... – Firenze, 10 gennaio 1312) è stato un condottiero italiano, figlio di Jacopo de' Pazzi il Vecchio.

## Biografia
Fu uno dei capi della fazione guelfa a Firenze e dopo la vittoria dei ghibellini nella Battaglia di Montaperti, nella quale perse la vita suo padre, fuggì in Francia, dove rimase dal 1260 al 1266 e ottenne il titolo e l'armamento di cavaliere.
Tornato nella sua città fu al centro delle dispute tra guelfi bianchi e neri, divenendo uno dei principali capi della fazione nera, alleato dei Donati. Nel 1300 venne esiliato assieme ai capi delle due fazioni a Castel della Pieve (Urbino).
Nel 1306 fu podestà di Pistoia e nel 1311 di San Gimignano. Grande ammiratore di Carlo di Valois, lo seguì anche dopo la sua partenza da Firenze, e rimase al suo seguito per alcuni anni prima di tornare a Firenze.

## Discendenza
Sposò Monica della Tosa ed ebbe 11 figli:
1. Bartolo
2. Berto (morto a Roma nel 1312), armato Cavaliere ai funerali del padre.
3. Francesco (morto nel 1341), armato Cavaliere ai funerali del padre.
4. Cherico (morto durante la peste del 1348)
5. Arrigo
6. Piero
7. Jacopo (morto nel 1351)
8. Neri (morto dopo il 1343)
9. Nepo
10. Bianca, sposata a un Amieri
11. Costanza, sposata a un Panciatichi

Diventato uno dei sei principali cavalieri governatori della città dopo la cacciata della fazione dei "guelfi donateschi", ovvero di quella parte dei guelfi neri capeggiati da Corso Donati in rotta di collisione per questioni legate al governo cittadino con l'altro ramo dei Tosinghi legati a Rosso della Tosa. Questi governatori avevano costretto il podestà a condannare a morte Masino Cavalcanti, attirandosi l'odio della famiglia Cavalcanti, che poteva vantare una sessantina di uomini armati.
Pazzino venne infatti presto assassinato da uno di loro, durante una battuta di caccia nei pressi di Firenze il 10 gennaio 1312. La sua fine è narrata nella Cronica di Dino Compagni:
(Dino Compagni, Cronica delle cose occorrenti ne' tempi suoi, Libro 3° XXXX)